# Amédée-François-Paul de Béjarry
Amédée-François-Paul de Béjarry   (Luçon, 25 de gener de 1770 - Nantes, 10 de maig de 1844) va ser un general reialista de la Revolta de La Vendée; polític sota la restauració, fou diputat i president del consell general de Vendée.

## Biografia
L'Amédée de Béjarry era el fill de Charles-François de Béjarry, pàge del gran cavaller del rei, i de Marie Françoise Paule Regnon de Chaligny (primera cosina de Gaspard de Bernard de Marigny). Era germà d'Auguste de Béjarry (1768-1824), un oficial vendeà conegut amb el sobrenom de Capità Tempesta.
Molt lligat a la reialesa, Amedee combat durant la Revolució amb exèrcit de la Vendée, on va ser ajudant de Royrand i oficial general, ferit diverses vegades.
Encarregat per Puisaye, el 1794, per coordinar els esforços dels reialistes armats de Morbihan amb el pla general d'operacions, va complir amb èxit aquesta missió, després va passar a l'exèrcit de Charette que el va escollir com un dels negociadors de la convenció de Nantes, e l5 de febrer de 1795 i, el càrrec d'una missió a prop del comitè de seguretat pública. Va tornar a l'exèrcit i va signar, amb el seu germà gran, el tractat de La Jaunaye acceptat per Lazare Hoche.
La represa de les armes el 1799 va suposar l'amnistia de 1800; Béjarry es va retirar després a les seves cases i va romandre, sota l'Imperi, un desconegut de la vida política.
La restauració el va convertir en cavaller de l'ordre de Saint-Louis, sub-prefecte de Beaupréau, aleshores cap de la ciutat de l'arrondissement de Maine-et-Loire.
El 4 d'octubre de 1816, Béjarry és elegit diputat de Vendée al col·legi del departament. Va seure a la part dreta de la cambra, va votar amb els ultradretans i va parlar només una vegada, a la sessió de 1816-1817, en la discussió del pressupost, a l'article de les pensions; després d'haver expressat tota la seva sol·licitud per "aquesta massa de soldats vendeans, tan digne de tocar el cor del rei i interessar la seva justícia", va proposar al seu favor un crèdit addicional de 250.000 francs. No va pertànyer a la legislatura següent.
Les seves memòries van ser publicades el 1884 pel seu net, Amédée de Béjarry, acompanyat de nombrosos documents justificatius i de suport, incloent un gran nombre de cartes inèdites.